# El Rosario (Salvador)
Pour les articles homonymes, voir El Rosario.
El Rosario est une municipalité du département de La Paz au Salvador.